# Circunscrições eclesiásticas católicas da Índia
A Igreja Católica na Índia inclui 167 dioceses, dos quais 130 são Latina, 29 são Siro-Malabar e 8 são Siro-Malancar. Está organizada em 30 províncias eclesiásticas, compreendendo 23 de rito Latino, 5 de Siro-Malabar e 2 de Siro-Malancar.
O Padroado português foi significativo para o desenvolvimento da Igreja Católica na Índia, nomeadamente através da Arquidiocese de Goa. A influência portuguesa pode ser vista em várias igrejas na Índia.
Na Índia, todos os bispos são membros da Conferência dos Bispos Católicos da Índia (CBCI), criada em 1944.

Províncias de rito latino e dioceses da Igreja Católica na Índia. As dioceses que compõem cada província têm diferentes tons da mesma cor.

## Províncias eclesiásticas latinas

### Província de Agra
- Arquidiocese de Agra
  - Diocese de Ajmer
  - Diocese de Allahabad
  - Diocese de Bareilly
  - Diocese de Jaipur
  - Diocese de Jhansi
  - Diocese de Lucknow
  - Diocese de Meerut
  - Diocese de Udaipur
  - Diocese de Varanasi
  - Eparquia de Bijnor (Siro-Malabar)
  - Eparquia de Gorakhpur (Siro-Malabar)

### Província de Bangalore
- Arquidiocese de Bangalore
  - Diocese de Belgaum
  - Diocese de Bellary
  - Diocese de Chikmagalur
  - Diocese de Gulbarga
  - Diocese de Karwar
  - Diocese de Mangalore
  - Diocese de Mysore
  - Diocese de Shimoga
  - Diocese de Udupi

### Província de Bhopal
- Arquidiocese de Bhopal
  - Diocese de Gwalior
  - Diocese de Indore
  - Diocese de Jabalpur
  - Diocese de Jhabua
  - Diocese de Khandwa
  - Eparquia de Sagar (Siro-Malabar)
  - Eparquia de Satna (Siro-Malabar)
  - Eparquia de Ujjain (Siro-Malabar)

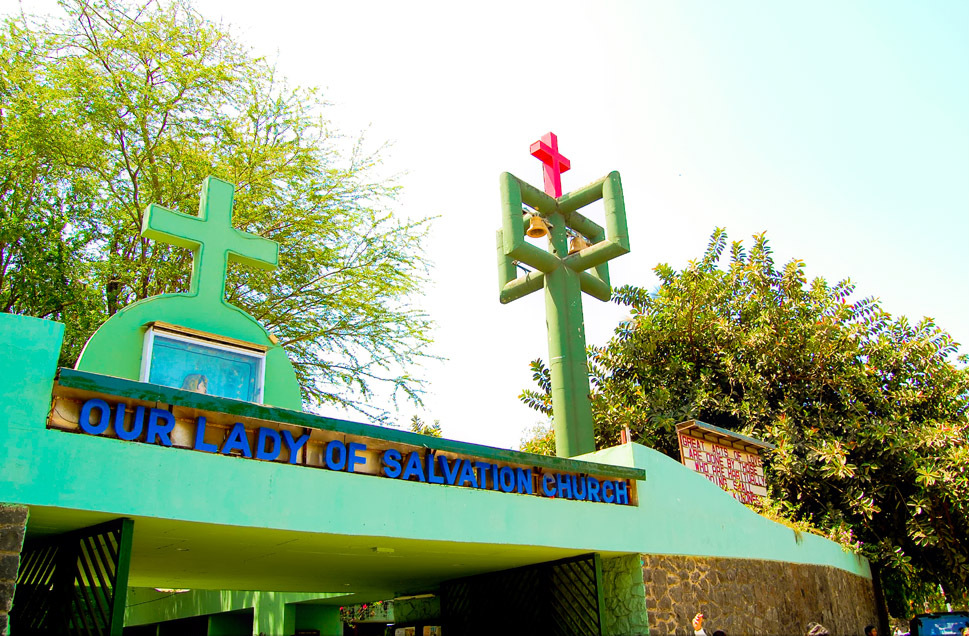
A Igreja de Nossa Senhora da Salvação, popularmente conhecida como Igreja Portuguesa, é uma das mais antigas igrejas de Bombaim. O edifício original, substituído na década de 1970, tinha sido construído em 1596 pelos Franciscanos portugueses.

### Província de Bombaim
- Arquidiocese de Bombaim
  - Diocese de Nashik
  - Diocese de Poona
  - Diocese de Vasai
  - Eparquia de Kalyan (Siro-Malabar)

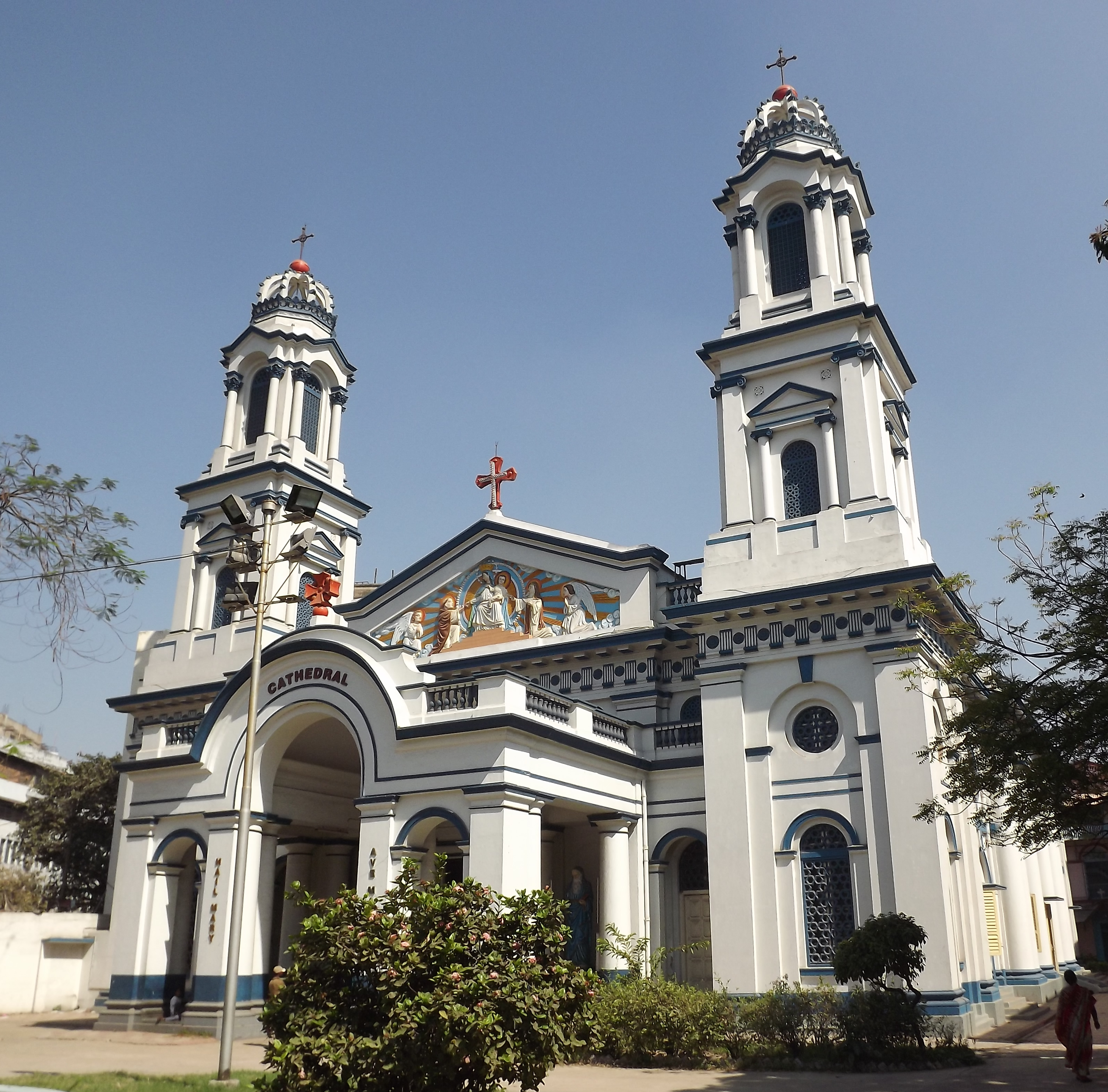
A Catedral do Santíssimo Rosário, vulgarmente conhecida como a Igreja Portuguesa, em Calcutá, foi fundada pelo Padroado português em 1797

### Província de Calcutá
- Arquidiocese de Calcutá
  - Diocese de Asansol
  - Diocese de Bagdogra
  - Diocese de Baruipur
  - Diocese de Darjeeling Inclui também o Butão
  - Diocese de Jalpaiguri
  - Diocese de Krishnagar
  - Diocese de Raiganj

### Província de Calicut
- Arquidiocese de Calicut
  - Diocese de Kannur
  - Diocese de Sultanpet

### Província de Cuttack-Bhubaneswar
- Arquidiocese de Cuttack-Bhubaneswar
  - Diocese de Balasore
  - Diocese de Berhampur
  - Diocese de Rayagada
  - Diocese de Rourkela
  - Diocese de Sambalpur

### Província de Deli
- Arquidiocese de Deli
  - Diocese de Jammu-Srinagar
  - Diocese de Jalandhar
  - Diocese de Simla e Chandigarh

### Província de Gandhinagar
- Arquidiocese de Gandhinagar
  - Diocese de Ahmedabad
  - Diocese de Baroda
  - Eparquia de Rajkot (Siro-Malabar)

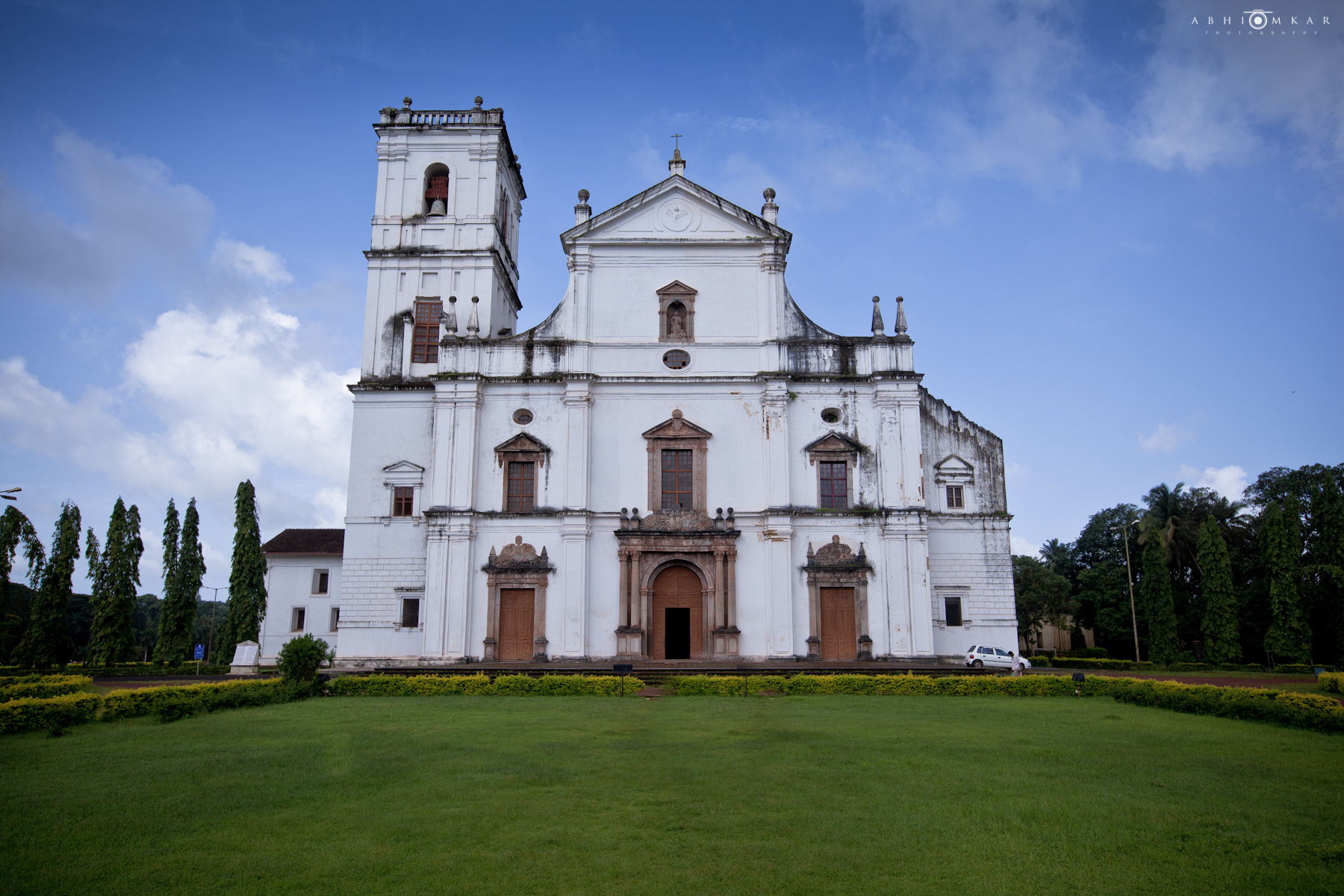
A Sé de Santa Catarina em Goa foi construída para comemorar a vitória portuguesa de Afonso de Albuquerque

### Província de Goa e Damão
- Arquidiocese de Goa e Damão[nota 1]
  - Diocese de Sindhudurg

### Província de Guwahati
- Arquidiocese de Guwahati
  - Diocese de Bongaigaon
  - Diocese de Dibrugarh
  - Diocese de Diphu
  - Diocese de Itanagar
  - Diocese de Miao
  - Diocese de Tezpur

### Província de Hyderabad
- Arquidiocese de Hyderabad
  - Diocese de Cuddapah
  - Diocese de Khammam
  - Diocese de Kurnool
  - Diocese de Nalgonda
  - Diocese de Warangal
  - Eparquia de Adilabad (Siro-Malabar)

### Província de Imphal

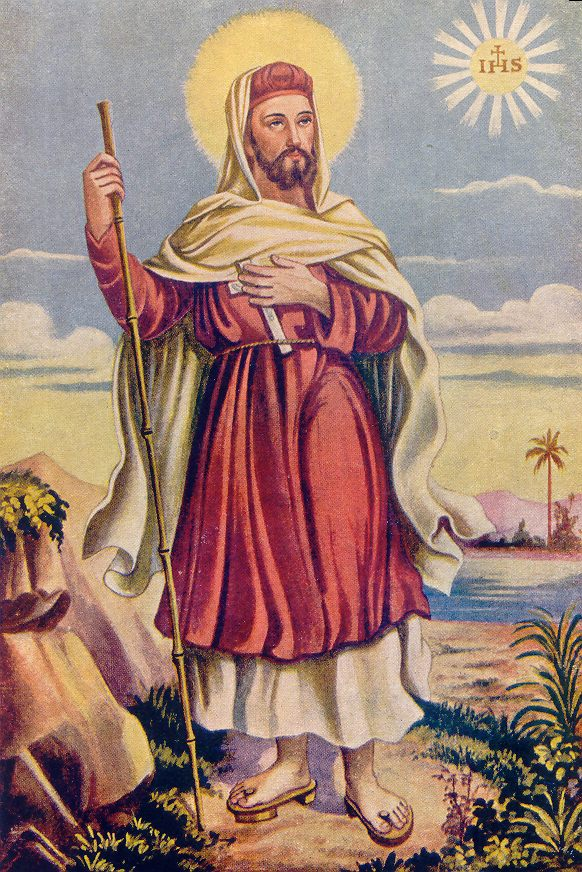
João de Brito foi um missionário e mártir português que trabalhou em Tamil Nadu

- Arquidiocese de Imphal
  - Diocese de Kohima

### Província de Madras e Meliapore
- Arquidiocese de Madras e Meliapore
  - Diocese de Chingleput
  - Diocese de Coimbatore
  - Diocese de Ootacamund
  - Diocese de Vellore

### Província de Madurai
- Arquidiocese de Madurai
  - Diocese de Dindigul
  - Diocese de Kottar
  - Diocese de Kuzhithurai
  - Diocese de Palayamkottai
  - Diocese de Sivagangai
  - Diocese de Tiruchirapalli
  - Diocese de Tuticorin

### Província de Nagpur
- Arquidiocese de Nagpur
  - Diocese de Amravati
  - Diocese de Aurangabad
  - Eparquia de Chanda (Siro-Malabar)

### Província de Patna
- Arquidiocese de Patna
  - Diocese de Bettiah
  - Diocese de Bhagalpur
  - Diocese de Buxar
  - Diocese de Muzaffarpur
  - Diocese de Purnea

### Província de Pondicherry e Cuddalore
- Arquidiocese de Pondicherry e Cuddalore
  - Diocese de Dharmapuri
  - Diocese de Kumbakonam
  - Diocese de Salem
  - Diocese de Tanjore

### Província de Raipur
- Arquidiocese de Raipur
  - Diocese de Ambikapur
  - Diocese de Jashpur
  - Diocese de Raigarh
  - Eparquia de Jagdalpur (Siro-Malabar)

### Província de Ranchi
- Arquidiocese de Ranchi
  - Diocese de Daltonganj
  - Diocese de Dumka
  - Diocese de Gumla
  - Diocese de Hazaribag
  - Diocese de Jamshedpur
  - Diocese de Khunti
  - Diocese de Port Blair
  - Diocese de Simdega

### Província de Shillong
- Arquidiocese de Shillong
  - Diocese de Agartala
  - Diocese de Aizawl
  - Diocese de Jowai
  - Diocese de Nongstoin
  - Diocese de Tura

### Província de Trivandrum
- Arquidiocese de Thiruvananthapuram

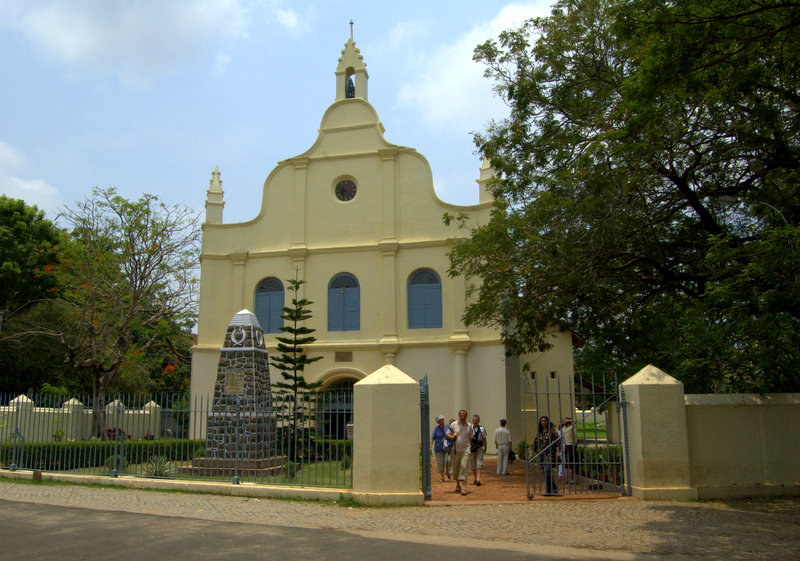
A Igreja São Francisco, em Cochim, construída pelos portugueses em 1503, onde Vasco da Gama foi originalmente sepultado.

  - Diocese de Alleppey
  - Diocese de Neyyattinkara
  - Diocese de Punalur
  - Diocese de Quilon

### Província de Verapoly
- Arquidiocese de Verapoly
  - Diocese de Cochim
  - Diocese de Kottapuram
  - Diocese de Vijayapuram

### Província de Visakhapatnam
- Arquidiocese de Visakhapatnam
  - Diocese de Eluru
  - Diocese de Guntur
  - Diocese de Nellore
  - Diocese de Srikakulam
  - Diocese de Vijayawada

## Províncias Eclesiásticas Siro-Malabar
O Igreja Católica Siro-Malabar é regido pela Arcebispo Maior cuja sede é Ernakulam-Angamaly eo sínodo de todos os bispos da igreja sui iuris, dentro e fora da Índia.

### Província de Eranakulam - Angamaly
- Arquieparquia Maior de Ernakulam-Angamaly
  - Eparquia de Faridabad
  - Eparquia de Hosur
  - Eparquia de Idukki
  - Eparquia de Kothamangalam
  - Eparquia de Shamshabad

### Província de Changanassery
- Arquieparquia de Changanacherry
  - Eparquia de Kanjirappally
  - Eparquia de Palai
  - Eparquia de Thuckalay

### Província de Thalassery
- Arquieparquia de Thalassery
  - Eparquia de Belthangady
  - Eparquia de Bhadravathi
  - Eparquia de Mananthavady
  - Eparquia de Mandya
  - Eparquia de Thamarassery

### Província de Thrissur
- Arquieparquia de Thrissur
  - Eparquia de Ramanathapuram
  - Eparquia de Irinjalakuda
  - Eparquia de Palghat

### Província de Kottayam
- Arquieparquia de Kottayam

### Dioceses diretamente sob a Santa Sé
- Eparquia de Faridabad

## Províncias Eclesiásticas Siro-Malancar
O Igreja Católica Siro-Malancar também é um maior arquiepiscopal igreja sui iuris. É regido pelo Arcebispo Maior cuja sede é Trivandrum e seu sínodo de bispos.

### Província de Trivandrum
- Arquieparquia Maior de Trivandrum
  - Eparquia de São João Crisóstomo de Gurgaon
  - Eparquia de Marthandom
  - Eparquia de Mavelikara
  - Eparquia de Parassala
  - Eparquia de Pathanamthitta

### Província de Tiruvalla
- Arquieparquia de Tiruvalla
  - Eparquia de Bathery
  - Eparquia de Muvattupuzha
  - Eparquia de Puthur
  - Eparquia do Santo Efrém de Khadki